# 捷列克河
捷列克河（俄語：Терек、格魯吉亞語：、阿瓦爾語：、車臣語）是北高加索的主要河流。發源於格魯吉亞，流經俄羅斯北奧塞梯、卡巴尔达-巴尔卡尔、斯塔夫罗波尔边疆区、車臣，最後在達吉斯坦注入裡海。全長623公里，流域面積43,200平方公里。